# Мост (фильм, 2003)
«Мост» (чеш. Most) — чешская короткометражная драма 2003 года, режиссёром, продюсером и сценаристом которой выступил Бобби Гарабедиан.

## Сюжет
Основа сюжета фильма представляет собой частный случай известной моральной дилеммы — проблемы вагонетки. Фильм рассказывает нам историю отца-одиночки, работника железной дороги, главной обязанностью которого является развод мостов. Однажды он взял с собой на работу своего восьмилетнего сына, Влада, чтобы тот поучаствовал в процессе развода моста. Владу было указано ждать отца на берегу реки, пока тот не придёт за ним, выполнив свою работу в дежурной будке.
Приближался катер. Отец развёл железнодорожный мост, проведённый над рекой, чтобы дать судну пройти. Как вдруг Влад, ждущий отца внизу, увидел приближающийся поезд. Он стал звать отца, пытался предупредить, но напрасно — тот его не услышал. И тогда Влад решил вмешаться — он полез в специальный люк, дабы использовать аварийный рычаг — и свалился в отверстие.
Последнее действие сына как раз и заметил отец — но было слишком поздно: поезд находился критически близко к мосту и нужно было принимать ужасающее решение: либо оставить мост разведённым, вытащить сына из люка, но таким образом подвергнуть смертельной опасности всех пассажиров поезда, либо закрыть мост, обеспечить благополучный проезд поезда, но убить собственного сына…
Отец выбрал второй вариант. В отчаянии он нажал на рычаг и мост опустился, раздавив сына. Поезд благополучно проехал через мост.
Одна из пассажирок поезда, девушка-наркоманка, собираясь принять очередную дозу, увидела в окно не помнящего себя от отчаяния и горя отца Влада. Встретившись с ним взглядами, увидев боль и страдание в глазах этого человека, она передумала принимать наркотик.
Прошло какое-то время. Главный герой, одинокий, бредёт по улице — и вдруг видит ту самую девушку, но уже с ребёнком, счастливую, начавшую новую жизнь. И тогда он понимает, что смерть его сына не была напрасной…

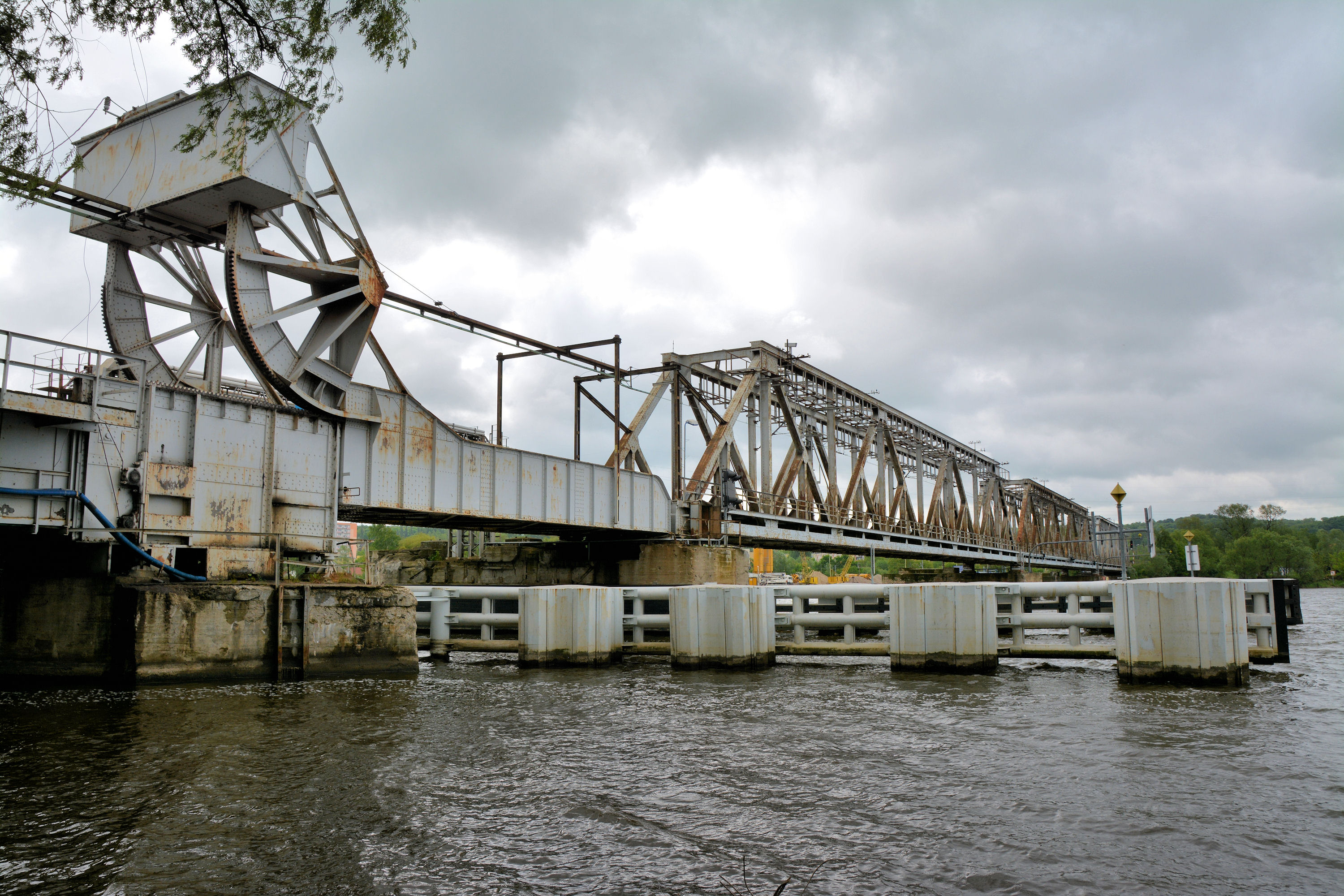
Мост в Щецине, который можно увидеть в фильме

## В ролях
| Актёр            | Роль               |
| ---------------- | ------------------ |
| Владимир Яворски | отец Влада         |
| Линда Рыбова     | девушка-наркоманка |
| Ладислав Ондрей  | Влад               |

## Критика
- Евангелистский журнал «Christianity Today» назвал фильм способным изменить жизнь.
- Критики говорили: «Мост» — это тонко произведённая работа, которая заставляет задуматься о жизни.

- Другие рецензенты также похвально отзывались о фильме.

## Музыка
Композитором фильма выступил Джон Дебни, написавший музыку к таким фильмам, как Город грехов, Страсти Христовы, Лжец, лжец.

## Награды
- Фильм вошёл в число номинантов 76-й церемонии награждения премии «Оскар»

- Фильм выиграл на Международном кинофестивале короткометражных фильмов в Палм-Спрингс в 2003 году

- «Мост» выиграл приз Crystal Heart Award на Heartland Film Festival в 2003 году

- Победа фильма на Dances With Films-2003 в номинации Лучший короткометражный фильм
- Победа «Моста» на Sundance Film Festival 2004 в номинации Приз зрительских симпатий
- Победа фильма на Maui Film Festival 2003 в номинациях: Лучший короткометражный фильм и Приз зрителей.